# Maxillaria ringens
Maxillaria ringens är en orkidéart som beskrevs av Heinrich Gustav Reichenbach. Maxillaria ringens ingår i släktet Maxillaria och familjen orkidéer. Inga underarter finns listade i Catalogue of Life.